# Районы местного управления Австралии
Районы местного самоуправления (РМС; англ. Local Government Area; LGA) — в Австралии название административно-территориальных единиц 2-го уровня, контролируемых органами местного самоуправления. Термин широко используется Австралийским бюро статистики.
Юридически статус органов местного самоуправления не закреплён ни в Конституции Австралийского Союза, ни в большинстве конституционных законов штатов. Тем не менее, ответственность за их учреждение и надзор лежит на правительствах австралийских штатов, которые иногда финансируют их деятельность (изредка этим занимается федеральное правительство). В последние годы роль органов местного самоуправления резко возросла, а правительства штатов делегируют им часть своих полномочий. Например, органы районов местного самоуправления Квинсленда наделены правом принятия собственных (местных) законодательных актов (в прошлом они действовала система подзаконных актов).
Районы местного самоуправления бывают нескольких типов, каждый из которых имеет своё название. Причём в разных штатах используется разный набор названий. На конец 2009 года известны следующие типы (полужирным выделены РМС, встречающиеся более 30 раз):
- Преимущественно городские РМС
  - городская территория (англ. City (C)) — крупный город с пригородами;
  - малая городская территория (англ. Town (T) / Town Council) — небольшой город с пригородами;
  - муниципалитет (англ. Municipality (M) / Municipal Council) — пригороды внутри крупных городов или реже небольшие городки в глуши;
  - сельско-городская территория (англ. Rural City (RC)) — сформированы в 1994 году путём объединения города («городской территории») и окружающего его (обычно одноимённого) графства;
  - боро (англ. Borough (B)) — остался всего один.

- Преимущественно сельские РМС
  - графство (англ. Shire (S) / Shire Council (SC) ) — наиболее обычная сельская АЕ в пяти из семи штатов/территорий Австралии;
  - район (англ. Area (A) / Council (DC));
  - (местный) регион (англ. Region (R) / Regional Councils (RegC)) — более урбанизированные районы, находящиеся обычно ближе к побережью, не путать с более крупными неофициальными регионами;
  - округ (англ. District Council) — аналог графства в Южной Австралии;
  - островной район (англ. Island Councils (IC) — всего один;
  - общинный район (англ. Community Government Council (CGC), букв. «Совет управления общиной») — всего один;
  - аборигенные РМС:
    - аборигенное графство (Aboriginal Shire) — в Квинсленде,
    - аборигенный район (англ. Aboriginal Council (AC) — в Южной Австралии.

Кроме этого существует некоторые другие типы классификация РМС в Австралии.
Многие районы местного самоуправления в штатах Новый Южный Уэльс и Южная Австралия больше не имеют юридического статуса графств или муниципалитетов: они просто известны под названием «район» (англ. Area), а их управы — под названием «советы» (англ. Council). В настоящее время в Австралии 567 районов местного самоуправления и 14 невключённых территорий.
Ответственность за создание и определение границ районов местного самоуправления несут правительства штатов и территорий. Во всех австралийских штатах и Северной территории объединённые территории имеют официальный статус.
| РМС                               | НЮУ    | Викт | Квин   | ЮА    | Тасм | ЗА  | СТ | Всего |
| --------------------------------- | ------ | ---- | ------ | ----- | ---- | --- | -- | ----- |
| городская территория (city)       | 38     | 33   | 7      | 20    | 6    | 22  | 2  | 128   |
| малая городская территория (town) |        |      | 1      | 2     |      | 11  | 2  | 16    |
| муниципалитет                     | 9      |      |        | 1     |      |     | 1  | 11    |
| сельско-городская территория (RC) |        | 6    |        | 1     |      |     |    | 7     |
| боро                              |        | 1    |        |       |      |     |    | 1     |
| графство (S)                      | 47     | 39   | 24     |       |      | 109 | 10 | 229   |
| графство (en:Shire Council , SC)  | 28     |      |        |       |      |     |    | 28    |
| район                             | 27     |      |        | 5     | 24   |     |    | 56    |
| регион                            | 3 (RC) |      | 30 (R) | 4(RC) |      |     |    | 37    |
| округ (DC)                        |        |      |        | 35    |      |     |    | 35    |
| островной район (IC)              |        |      | 1      |       |      |     |    | 1     |
| общинный район (CGC)              |        |      |        |       |      |     | 1  | 1     |
| аборигенное графство              |        |      | 12     |       |      |     |    | 12    |
| аборигенный район (AC)            |        |      |        | 5     |      |     |    | 5     |
| Всего                             | 152    | 79   | 75     | 73    | 30   | 142 | 16 | 567   |
| Невключённые территории           | 2      | 6    |        | 1     |      |     | 5  | 14    |

## Виктория

Карта районов местного самоуправления Виктории.

Территория австралийского штата Виктория разделена на 79 районов местного самоуправления. Выделяются несколько типов таких районов:
- сити (англ. city; в основном городское население);
- графство (англ. shire; преимущественно сельское население);
- сельский город (англ. rural city; смешанное городское/сельское население);
- боро (англ. borough; на территории штата расположено единственное во всей Австралии боро)[3].

Помимо районов местного самоуправления в штате также находится несколько невключённых территорий (англ. unincorporated area).

## Западная Австралия

Карта районов местного самоуправления Западной Австралии.

Территория австралийского штата Западная Австралия разделена на 142 района местного самоуправления (включая территории острова Рождества и Кокосовых островов). Статус районов и полномочия их органов регулируются Законом о местном самоуправлении, принятом в 1995 году.
Выделяются три типа районов местного самоуправления:
- сити (англ. City): статус сити предоставляется только округу в составе столичного района (англ. metropolitan area) с численностью населения свыше 30 тысяч человек, из которых более половины проживает в городской местности, а также округу, не являющемся частью столичного района, в котором проживает свыше 20 тысяч человек (из них более половины проживает в городской местности);
- таун (англ. Town): статус тауна предоставляется только в случае, если в округе более половины жителей проживает в городской местности;
- графство (англ. Shire): статус графства предоставляется всем остальным округам, которые не подпадают под критерии сити или тауна.

## Квинсленд

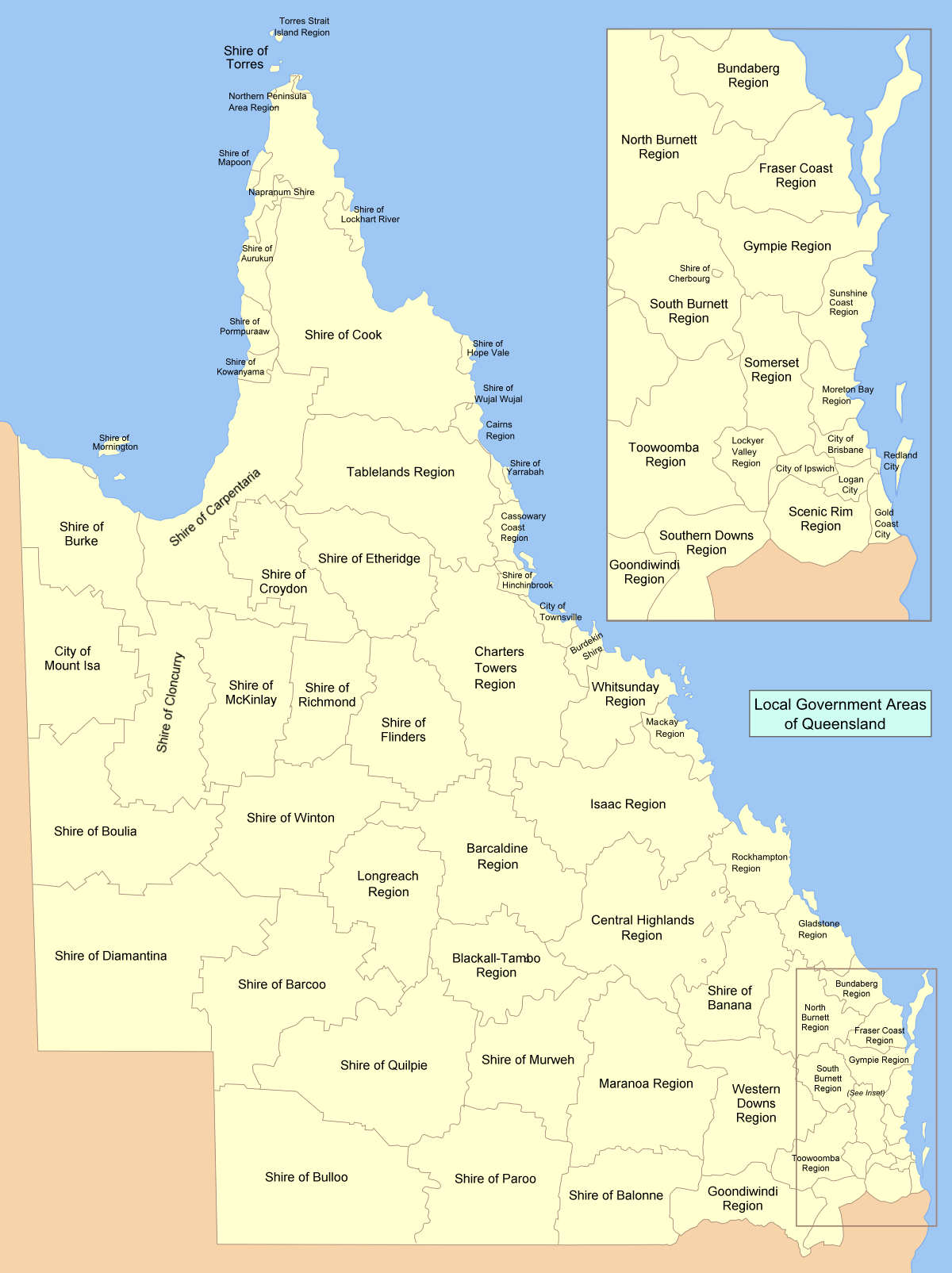
Карта районов местного самоуправления Квинсленда.

Территория австралийского штата Квинсленд разделена на 73 района местного самоуправления, включая аборигенные советы (англ. Aboriginal council), которые с января 2007 года имеют статус полноправных советов графств (англ. Shire Council). Статус районов и полномочия их органов регулируются Законом о местном самоуправлении, принятом в 1993 году.
Выделяют четыре типа районов местного самоуправления:
- регион (англ. region);
- сити (англ. city);
- таун (англ. town);
- графство (англ.  shire).

## Новый Южный Уэльс

Карта районов местного самоуправления Нового Южного Уэльса.

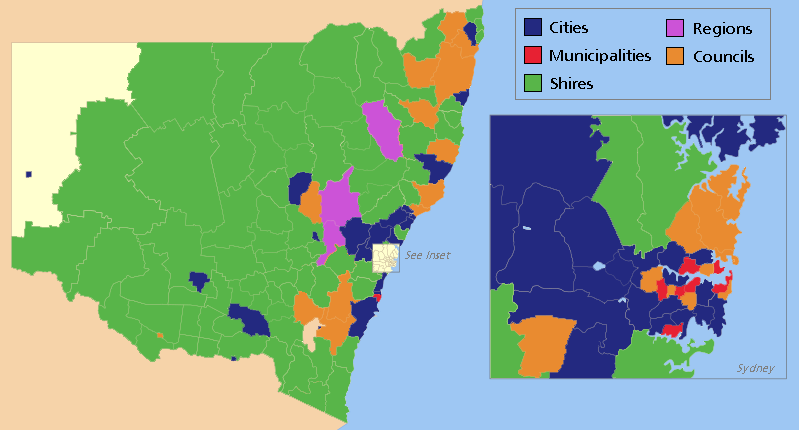
Карта с обозначением различных названий районов местного самоуправления штата.

Территория австралийского штата Новый Южный Уэльс законодательно разделена на два типа районов местного самоуправления:
- сити (англ. city);
- районы (англ. area).

Особой разницы между сити и районами не существует. Согласно Закону о местном самоуправлении, принятом в 1993 году, сити — это просто район, получивший статус сити по решению губернатора. Многие районы Нового Южного Уэльса сохранили обозначения, которые применялись до проведения в штате реформы местного самоуправления и больше не имеющие законодательного статуса. Среди них:
- муниципалитеты (англ. Municipalities; преимущественно внутригородские пригородные районы и небольшие сельские населённые пункты);
- графства (англ. Shires; преимущественно сельские или внешние пригородные районы).

Некоторые районы, созданные после принятия Закона о местном самоуправлении в 1993 году, приняли обозначение регионов (англ. Region), которые обычно представляют собой крупные сельские районы, на территории которых преимущественно расположены города сельского типа. Многие советы местного самоуправления в настоящее время используют любое обозначение, например, часть из них просто обозначается «Совет такой-то местности». В состав штата также входит Немуниципальный регион Дальнего Запада (англ. Unincorporated Far West Region), который не является частью ни одного района местного самоуправления, и остров Лорд-Хау, который также не имеет муниципального статуса, однако считается самоуправляемой территорией под управлением Островной управы Лорд-Хау (англ. Lord Howe Island Board).

## Северная территория

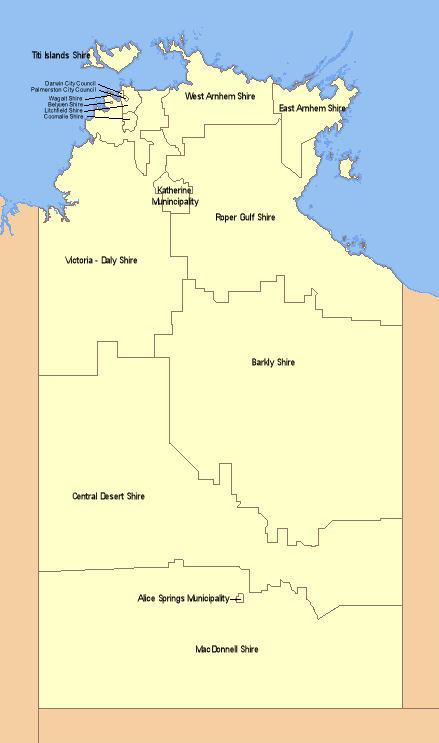
Карта районов местного самоуправления Северной территории.

По состоянию на 1 июля 2008 года на территории Северной территории выделялось два типа районов местного самоуправления:
- муниципалитеты (англ. Municipality);
- графства (англ. Shire)[7].

Всего в июле 2008 года в Северной территории было 17 районов местного самоуправления, из которых 5 были муниципалитетами и 11 — графствами. Основными критериями разделения являются плотность населения и уровень урбанизации.
До 1 июля действовала иная классификация:
- муниципалитеты (англ. Municipality);
- правительственные советы общин (англ. Community Government Council);
- неприсоединённые объединения (англ. Incorporated Association);
- города специального назначения (англ. Special Purpose Town).

До реформы местного самоуправления в Северной территории был 61 район местного самоуправления, в том числе 6 муниципалитетов, 51 правительственный совет общины, 3 неприсоединённых объединения и 1 город специального назначения.

## Тасмания

Карта районов местного самоуправления Тасмании.

Территория штата Тасмания разделена на 29 районов местного самоуправления. Основными типами этих районов являются:
- сити (англ. City);
- муниципалитеты (англ. Municipality).

## Южная Австралия

Карта районов местного самоуправления Южной Австралии.

Территория австралийского штата Южная Австралия разделена 69 районов местного самоуправления. Выделяются несколько типов таких районов:
- сити (англ. City);
- сельские города (англ. Rural City);
- муниципалитеты/муниципальные советы (англ. Municipality/Municipal Council)
- окружные советы (англ. District Council);
- региональные советы (англ. Regional Council);
- аборигенные советы (англ. Aboriginal Council).

Почти 60 % территории штата находится под управлением Траста по развитию сообществ малонаселённых территорий (англ. Outback Areas Community Development Trust).